# Мінська соборна мечеть
Мінська соборна мечеть (біл. Мінская Саборная Мячэць) — мечеть у місті Мінськ.

## Історія
Перша дерев'яна мечеть з'явилася в Мінську в районі проживання татар-липок (пізніше отримав назву Татарська слобода) у 1599.
На початку XX століття на місці старого дерев'яного, зведено нову кам'яну мечеть, зруйновану в 1962 для будівництва готелю «Ювілейний». 
У мечеті знаходився татарський цвинтар, який також  знищений в 1974.
У 1997 архітектори Борис Олександров та Володимир Трацевський розробили проект реставрації мечеті.
Перший камінь соборної мечеті закладено у 2004 році. На початку проект фінансувався благодійною організацією «Rabbita» із Саудівської Аравії. Пізніше з'явилися спонсори з Росії та Туреччини, а в 2010 році будівництво зупинилося.
Будівництво мечеті завершено у 2016 року та є подарунком білоруським мусульманам від Релігійного фонду Туреччини. В урочистому відкритті мечеті 11 листопада 2016 року взяли участь Президент Республіки Білорусь Олександр Лукашенко та Президент Туреччини Реджеп Тайїп Ердоган. У 2019 році відкрито Музей ісламу. В експозицію увійшли зібрані як у Білорусі, так і за кордоном артефакти, що розповідають про історію ісламу на білоруських землях.

## Галерея

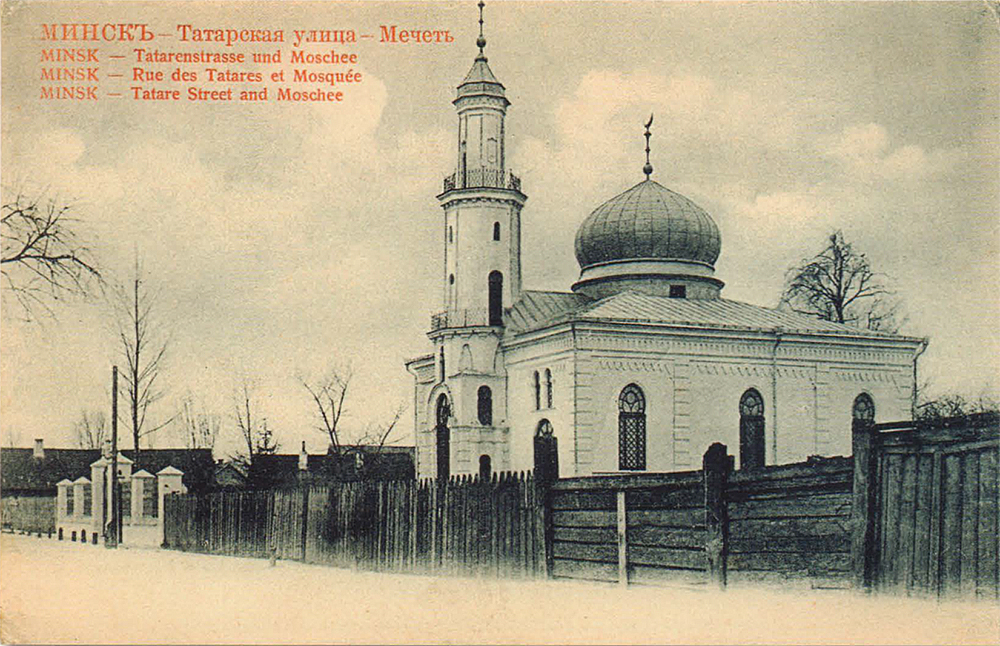
Колишня мечеть, що була зруйнована 1962 року
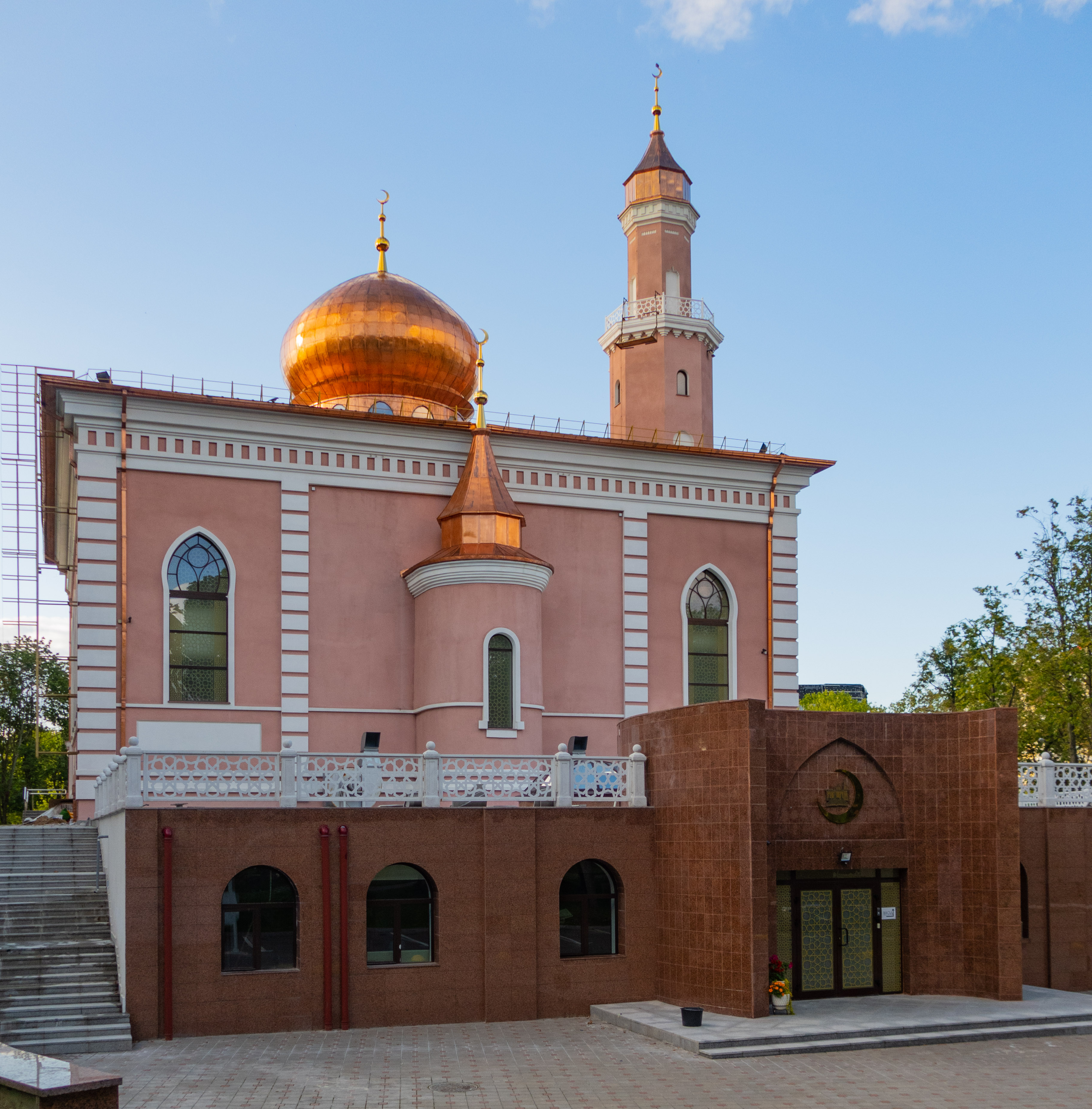